# Horná Krupá

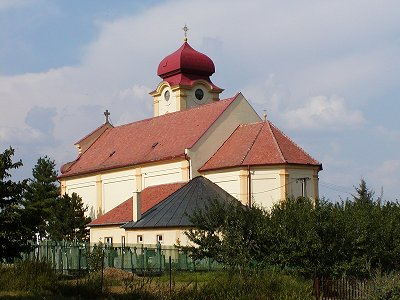
Horná Krupá

Horná Krupá (Hongaars: Felsőkorompa) is een Slowaakse gemeente in de regio Trnava, en maakt deel uit van het district Trnava.
Horná Krupá telt 501 inwoners.